# Маяцька дача
Мая́цька да́ча — ботанічна пам'ятка природи загальнодержавного значення. Розташована у Краматорському районі Донецької області біля сіл Маяки, Хрестище, Глибока Макатиха та Сидорове. Статус пам'ятки природи присвоєно розпорядженням Ради Міністрів УРСР № 780-р, 14 жовтня 1975 року. Площа — 18 га. З Маяцькою дачею працює Маяцьке лісництво.
Маяцька дача входить до складу Національного природного парку «Святі гори».
Ліс Маяцької Дачі перебуває на вододілі річок Сіверський Донець та Макатиха. Дерева в насадженнях зосереджені не тільки в балках, а й по вододілах.
Являє собою насадження листяних порід, серед яких трапляються дуб та граб звичайний. Маяцька дача — найбільший в Донецькій області дібровний масив. Чверть усіх деревних стовбурів становить граб звичайний. Граб звичайний перебуває за межею ареалу зростання і розташований ізольовано від нього. Це найсхідніше розташування граба звичайного. Зростання граба звичайного в Донбасі є реліктом післяльодовикового періоду.
Тут можна зустріти всі види деревної флори, що зростає на Донбасі. Також тут широко представлені чагарникові породи і трав'янисті рослини. Трапляється багато лікарських видів. У підліску можна зустріти бруслину бородавчасту, ліщину.
У 2010 р. увійшов до складу Національний природний парк "Святі Гори"